# Rallye Dakar 2001
Navigation
Édition précédente Édition suivante
Le Rallye Dakar 2001 est le 23e Rallye Dakar. Le départ a été donné le 1er janvier 2001 de Paris. C'est la dernière édition en date à avoir rallié Paris à Dakar.

## Étapes
| Étape | Date       | Départ                | Arrivée               | Total (km)    |
| ----- | ---------- | --------------------- | --------------------- | ------------- |
| 1     | 1 janvier  | Paris                 | Narbonne              | 916           |
| 2     | 2 janvier  | Narbonne              | Castellón de la Plana | 565           |
| 3     | 3 janvier  | Castellón de la Plana | Almería               | 445           |
| 4     | 4 janvier  | Nador                 | Er Rachidia           | 603           |
| 5     | 5 janvier  | Er Rachidia           | Ouarzazate            | 572           |
| 6     | 6 janvier  | Ouarzazate            | Goulimine             | 608           |
| 7     | 7 janvier  | Goulimine             | Smara                 | 489           |
| 8     | 8 janvier  | Smara                 | El Ghallaouiya        | 628           |
| 9     | 9 janvier  | El Ghallaouiya        | El Ghallaouiya        | 518           |
| 10    | 10 janvier | El Ghallaouiya        | Atar                  | 440           |
|       | 11 janvier | Jour de repos         | Jour de repos         | Jour de repos |
| 11    | 12 janvier | Atar                  | Nouakchott            | 508           |
| 12    | 13 janvier | Nouakchott            | Tidjikja              | 508           |
| 13    | 14 janvier | Tidjikja              | Tidjikja              | 535           |
| 14    | 15 janvier | Tidjikja              | Tichitt               | 243           |
| 15    | 16 janvier | Tichitt               | Néma                  | 409           |
| 16    | 17 janvier | Néma                  | Bamako                | 776           |
| 17    | 18 janvier | Bamako                | Bakel                 | 804           |
| 18    | 19 janvier | Bakel                 | Tambacounda           | 292           |
| 19    | 20 janvier | Tambacounda           | Dakar                 | 564           |
| 20    | 21 janvier | Dakar                 | Dakar                 | 95            |

## Classements finaux

### Motos

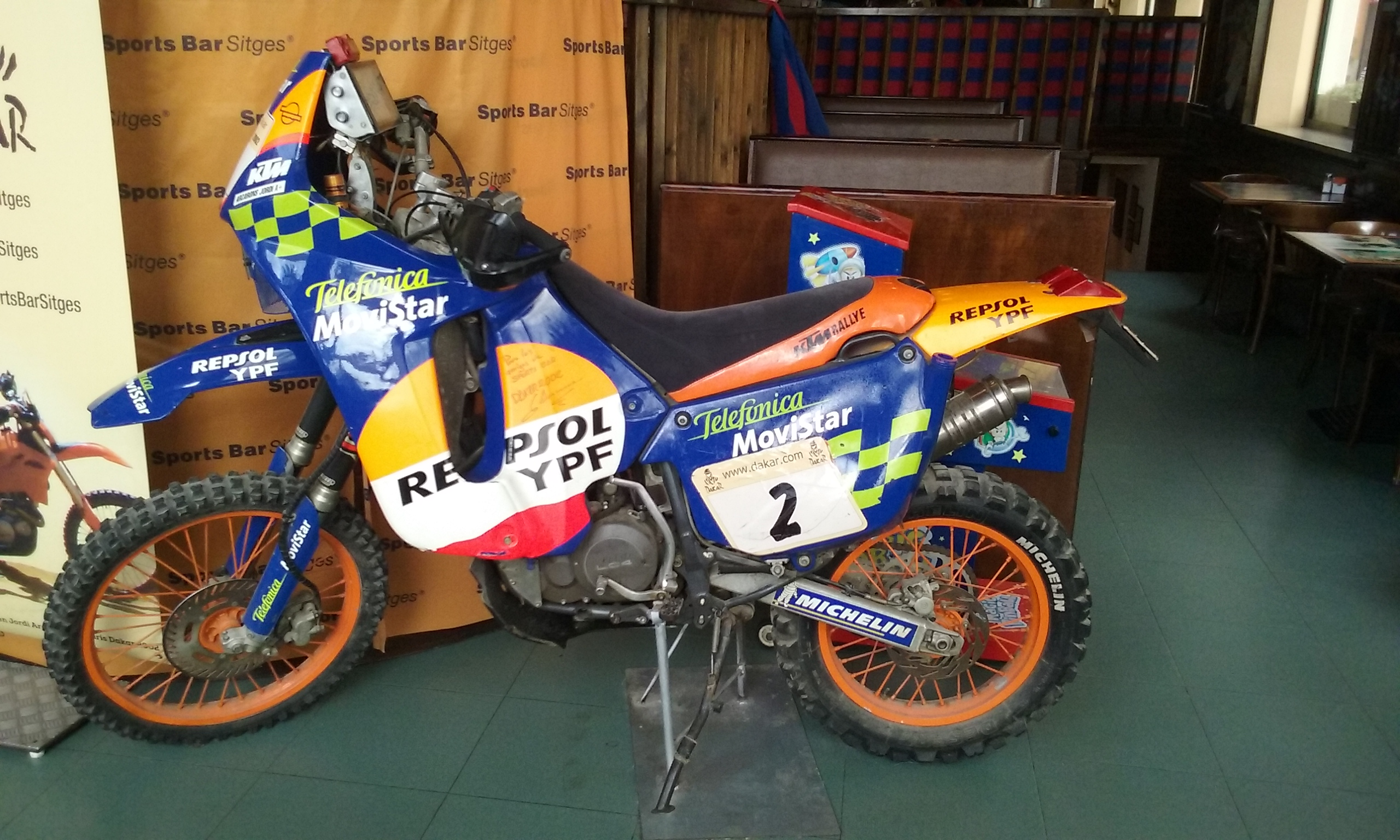
KTM de Jordi Arcarons deuxième place des motos.

| Pos. | Pilote                    | Constructeur |
| ---- | ------------------------- | ------------ |
| 1    | Fabrizio Meoni (ITA)      | KTM          |
| 2    | Jordi Arcarons (ESP)      | KTM          |
| 3    | Carlo De Gavardo (CHI)    | KTM          |
| 4    | Isidre Esteve Pujol (ESP) | KTM          |
| 5    | Alfie Cox (RSA)           | KTM          |
| 6    | John Deacon (GBR)         | BMW          |
| 7    | Jimmy Lewis (USA)         | BMW          |
| 8    | Johnny Campbell (USA)     | Honda        |
| 9    | Jean Brucy (FRA)          | KTM          |
| 10   | Bernardo Villar (POR)     | KTM          |

### Autos
| Pos. | Pilote                     | Copilote                   | Constructeur |
| ---- | -------------------------- | -------------------------- | ------------ |
| 1    | Jutta Kleinschmidt (GER)   | Andreas Schulz (GER)       | Mitsubishi   |
| 2    | Hiroshi Masuoka (JPN)      | Pascal Maimon (FRA)        | Mitsubishi   |
| 3    | Jean-Louis Schlesser (FRA) | - Henri Magne              | Schlesser    |
| 4    | José Maria Servià (ESP)    | Jean-Marie Lurquin (BEL)   | Schlesser    |
| 5    | Carlos Sousa (POR)         | Jean-Michel Polato (FRA)   | Mitsubishi   |
| 6    | Jean-Pierre Fontenay (FRA) | Gilles Picard (FRA)        | Mitsubishi   |
| 7    | Stéphane Henrard (BEL)     | José Manuel Martinez (ESP) | Volkswagen   |
| 8    | Grégoire De Mévius (BEL)   | Alain Guéhennec (FRA)      | Nissan       |
| 9    | Thierry De Lavergne (FRA)  | Jacky Dubois (FRA)         | Nissan       |
| 10   | Laurent Bourgnon (FRA)     | Guy Leneveu (FRA)          | Nissan       |

### Camions
| Rang. | Pilote             | Copilote                               | Constructeur  |
| ----- | ------------------ | -------------------------------------- | ------------- |
| 1     | Karel Loprais      | Josef Kalina Petr Hamerla              | Tatra         |
| 2     | Yoshimasa Sugawara | Seiichi Suzuki Teruhito Sugawara       | Hino          |
| 3     | Peter Reif         | Gunther Pichlbauer Holger Hermann Roth | MAN           |
| 4     | François Marcheix  | Sylvain Genibrel Daniel Moquet         | Mercedes-Benz |
| 5     | Corrado Pattono    | Michel Plateau                         | Mercedes-Benz |
| 6     | Bernard Malferiol  | Alejandro Sanz Castro Lee Palmer       | Mercedes-Benz |
| 7     | Jordi Juvanteny    | Ferran Marco Jose Luis Criado          | Mercedes-Benz |
| 8     | Hans Bekx          | Albert De Rooder John Degraaff         | GINAF         |
| 9     | Joseph Petit       | Alain Dubucq Roland Bruckner           | Mercedes-Benz |
| 10    | José Pujol Creus   | Didier Legal Ronald Lammer             | Mercedes-Benz |